# Jesus of Nazareth
Jesus of Nazareth (en català Jesús de Natzaret) és una minisèrie de televisió angloitaliana del 1977 que dramatitza el naixement, la vida, el ministeri, la mort i la resurrecció de Jesús segons les narracions dels quatre Evangelis del Nou Testament. La coreografia és d'Alberto Testa.
La minisèrie fou dirigida per Franco Zeffirelli i produïda per Lew Grade a través de la seva companyia CCI Entertainment. Zeffirelli coescrigué el guió amb Anthony Burgess i Suso Cecchi d'Amico. Es filmà a Tunísia i al Marroc amb un repartiment d'estrelles de cinema, tant europees com estatunidenques.
Jesus of Nazareth s'estrenà el 27 de març de 1977 a la cadena de televisió britànica ITV, i als Estats Units a l'NBC el 3 d'abril del mateix any.